# Wahlen zum Repräsentantenhaus der Vereinigten Staaten 1832
Die Wahlen zum Repräsentantenhaus der Vereinigten Staaten 1832 fanden ab dem 2. Juli 1832 statt. Dabei wurden in den Vereinigten Staaten an verschiedenen Wahltagen die Abgeordneten des Repräsentantenhauses gewählt. Die Wahlen waren Teil der allgemeinen Wahlen zum 23. Kongress der Vereinigten Staaten in jenem Jahr, bei denen auch ein Drittel der US-Senatoren gewählt wurden. Gleichzeitig fand auch die Präsidentschaftswahl des Jahres 1832 statt, die der Amtsinhaber Andrew Jackson gewann.
Zu dieser Zeit bestanden die Vereinigten Staaten aus 24 Bundesstaaten. Es waren 240 Abgeordnete zu wählen. Die Sitzverteilung im Repräsentantenhaus basierte auf der Volkszählung von 1830. Bei den Wahlen konnte die Demokratische Partei ihre absolute Mehrheit ausbauen. Sie gewann 17 Sitze hinzu, wobei sie auch einige der neuen Mandate erobern konnte, die aus der Anhebung der Abgeordnetenzahl von 213 auf 240 entstanden waren. Trotz dieser Anhebung verloren die Nationalrepublikaner drei Sitze. Grund für den demokratischen Wahlsieg war einerseits die Popularität von Präsident Jackson und dessen Politik. Dabei ging es damals um drei Hauptthemen: erstens die Nullifikationskrise mit dem Staat South Carolina, zweitens die Durchführung des Indian Removal Act und drittens Jacksons Plan der Zerschlagung der Bundesbank. Die Anti-Masonic Party, deren einziges politisches Ziel die Bekämpfung der Freimaurerei war, konnte bei der Wahl acht Mandate hinzugewinnen. Auch die Anhänger der Politik des Staates South Carolina, die unter anderem von Vizepräsident John C. Calhoun unterstützt wurde, konnten fünf Sitze hinzugewinnen. Deren Gruppierung, die sich Nullifiers nannte, kam nun insgesamt auf neun Mandate. Acht dieser Abgeordneten kamen aus South Carolina, der neunte vertrat einen Wahlbezirk des Staates Alabama.
Frauen und Sklaven waren weder wahlberechtigt noch wählbar. In vielen Bundesstaaten waren auch freie Afroamerikaner von der Wahl ausgeschlossen.

## Wahlergebnis
- Demokratische Partei (Jacksonians) 143 (126) Sitze
- National Republican Party: 63 (66) Sitze
- Anti-Masonic Party: 25 (17) Sitze
- Nullifiers 9 (4) Sitze

Gesamt: 240
In Klammern sind die Ergebnisse der letzten Wahl zwei Jahre zuvor. Veränderungen im Verlauf der Legislaturperiode, die nicht die Wahlen an sich betreffen, sind bei diesen Zahlen nicht berücksichtigt, werden aber im Artikel über den 23. Kongress im Abschnitt über die Mitglieder des Repräsentantenhauses bei den entsprechenden Namen der Abgeordneten vermerkt. Das Gleiche gilt für Wahlen in Staaten, die erst nach dem Beginn der Legislaturperiode der Union beitraten. Daher kommt es in den Quellen gelegentlich zu unterschiedlichen Angaben, da manchmal Veränderungen während der Legislaturperiode in die Zahlen eingearbeitet wurden und manchmal nicht.